# Fábrica Tenería Vascongada
La Fábrica Tenería Vascongada situada en Forua (Vizcaya) España. Se compone de la unión de dos cuerpos edilicios claramente diferentes, obteniendo una única edificación compacta construida en fechas sucesivas. 
La fábrica se forma con la construcción original y las ampliaciones posteriores y requiere del abastecimiento de agua que se realiza mediante la presa y canal existente en la margen izquierda de la carretera Guernica-Bermeo.

## Descripción
El edificio origen, construido a principios del siglo XX y ubicado en el área oeste de la fábrica, es de planta rectangular de 20 x 13 metros de longitud y anchura respectivamente, compuesto por tres naves o crujías interiores de 4 metros de anchura, de eje longitudinal norte-sur. 
El edificio cuenta con planta baja, primera, segunda y una pequeña bajocubierta. Es una construcción de forjados y vigas de madera que apoyan en muros perimetrales de carga y pies derechos de madera sobre bases pétreas. La cubierta es a tres aguas con faldón hacia el sur y testero al norte. Por la fachada oeste se realiza la entrada de agua al edificio y junto a ella se ubica una antepara o embalse de agua superficial, en el terreno entre la carretera que une Guernica con Forua y el edificio. 
La fachada longitudinal oeste marca cinco ejes de vanos, ejes con un único vano en la planta baja y primera, para pasar los vanos a duplicarse en la planta segunda. Se realiza una diferenciación de plantas mediante impostas que marcan los forjados y mediante el tratamiento de las ventanas. En la planta baja las cinco ventanas verticales están desprovistas de decoración y su borde superior es levemente curvo. En la planta primera las cinco ventanas verticales cuentan con dintel con clave central y peana en su base. En la planta segunda las ventanas pasan a ser diez, con el mismo tratamiento superior que las del primer piso, sin peana y con una carpintería de madera en lamas como cerramiento ventilado que anuncia la función de secadero de este piso. Los vanos de este último piso se unen en su parte inferior mediante una moldura lineal longitudinal continua que marca la línea del antepecho. 
La fachada sur es el acceso al edificio, donde se ubica la entrada mediante un vano con arco elíptico de ladrillo. Junto a la entrada se ubica un canal de agua. Se repiten las impostas marcando los pisos pero los vanos no se ordenan en ejes, ni las ventanas presentan decoración alguna. En la planta segunda hay cinco ventanas verticales que llegan hasta el piso del suelo, estos vanos se cubren con lamas de madera y el antepecho se cierra con pequeñas puertas en carpintería de madera. La fachada norte se asimila en su composición y en el tratamiento de vanos a la oeste pero con sólo tres ejes. No obstante, los seis vanos del segundo piso llegan hasta el suelo y se cubren con lamas y carpintería de madera en lo que sería el antepecho. Esta fachada presenta un hastial triangular con cuatro vanos, los dos centrales verticales y los laterales casi cuadrados.
El interior del inmueble en su planta baja alberga la maquinaria de la primera fase del proceso industrial y la entrada de agua. Es un espacio diáfano, sin divisiones interiores, con la estructura del forjado de madera vista y donde se aprecia parcialmente un solado de losa de piedra. El muro de mampostería que limita el edificio con su primera ampliación tiene numerosos pasos que lo relacionan tanto funcionalmente como espacialmente. 
Junto a la entrada de esta planta se desarrolla una escalera de un tramo para acceder a los pisos superiores. La planta primera es un espacio diáfano unido espacialmente a la ampliación posterior. La planta segunda cuenta con dos zonas diferenciadas, por una parte las dos primeras crujías paralelas a la fachada oeste son un secadero natural con tres orientaciones y los vanos de fachada con sus lamas de madera y cierres en los antepechos permiten y regulan el paso del aire, y por otra parte un secadero artificial ubicado en la tercera crujía pero sin tener contacto con las fachadas. 
El secadero artificial es el límite este del edificio y es un espacio cerrado con dos conductos lineales longitudinales en el suelo, uno de fabrica y otro de madera que mediante numerosas toberas, reguladas mediante cierres manuales de madera, controlan el flujo de aire caliente. Esta estancia es cubierta por el forjado de una pequeña bajocubierta que alcanza al secadero natural. 
La tablazón de los forjados de madera presenta trampillas (en el secadero artificial, en el natural y en el piso primero) por las que se comunican los distintos pisos para el paso de los curtidos.
El edificio posterior, es una sucesiva ampliación en el área este de la fábrica. Primeramente se produce una ampliación de una única crujía en los años cuarenta y posteriormente una segunda ampliación mayor en los años sesenta. Este edificio cuenta con planta baja más dos alturas y cubierta plana. 
Es una construcción cuya estructura es íntegramente de hormigón. Volumétricamente es un prisma rectangular que contrasta con el edificio original al que se adosa y forma una planta rectangular de 20 x 15,5 metros de longitud y anchura respectivamente. 
Las fachadas norte y sur presentan la mayoría de sus vanos en planta primera y segunda, en siete ejes de vanos cada una, vanos de ventanas verticales sin ninguna ornamentación y que cuentan con una leve diferencia entre las dos ampliaciones. Los vanos del piso superior cuentan con lamas de madera para el secadero. La fachada este es prácticamente ciega en planta baja mientras las dos plantas superiores marcan con claridad el pórtico de la estructura de hormigón al estar formado el cerramiento en su integridad por la carpintería de madera y vidrio. Interiormente son espacios diáfanos, salvo en la planta baja.